# ММАрена
«ММАрена» (фр. MMArena) — футбольный стадион в Ле-Мане, Франция. Стадион был заложен в 2008 году, а построен в 2011 году. На стадионе свои домашние матчи проводит футбольный клуб «Ле-Ман». Новый стадион имеет коммерческое название «ММАрена», право на которое купила страховая группа «Mutuelles du Mans Assurances». Во время футбольных матчей стадион может вместить 25 064 зрителя.

## История
Старый «Стад Леон-Боле» перестал вмещать всех желающих присутствовать на матчах Лиги 1, а также устарел со временем. В 2005 году, когда футбольный клуб «Ле-Ман» закрепился в Лиге 1, было принято решение построить новый стадион в городе. «ММАрена» была возведена на южной окраине города Ле-Мана, рядом с дворцом спорта «Antarès» и гоночной трассой «Сарта», используемой для проведения гонки «24 часа Ле-Мана». Стадион вмещает 25 000 зрителей во время футбольных матчей, и около 40 000 во время концертов.

## Характеристики
Четыре трибуны стадиона состоят из двух ярусов, с небольшим промежуточным ярусом между ними. Навес накрывает все зрительные места на «ММАрене». Главная особенность крыши в том, что на южной трибуне она является полностью прозрачной, и осуществляется плавный переход между прозрачным и непрозрачным навесом на западной и восточной трибунах. Прозрачность крыши сделана для увеличения площади попадания солнечного света на газон стадиона. На стадионе имеются два больших табло площадью 45 м². Более 3000 м² занято под пункты питания: 15 киосков внутри стадиона и 4 ресторана с улицы. Большая часть людей может оказаться на улице

## Открытие
Открытие стадиона состоялось в субботу 29 января 2011 года. В этот день прошли торжественные мероприятия на стадионе, концертная программа и футбольный матч 21 тура Лиги 2 «Ле-Ман» — «Аяччо». Со счётом 3:0 победу одержали хозяева поля. Первый гол на стадионе забил полузащитник «Ле-Мана» Людовик Бааль. На матче присутствовало 24 375 зрителей. На открытии стадиона присутствовал премьер-министр Франции Франсуа Фийон.

## События
- 8 июня 2011 года на стадионе стартовал 7 этап супервеломногодневки Тур де Франс. Гонщики проследовали по маршруту Ле-Ман — Шатору протяжённостью 218 километров. Победу на этапе одержал британский велогонщик Марк Кавендиш.
- 5 июня 2012 года на «ММАрене» сборная Франции по футболу провела товарищескую игру в рамках подготовки к чемпионату Европы 2012.[2]

## Галерея

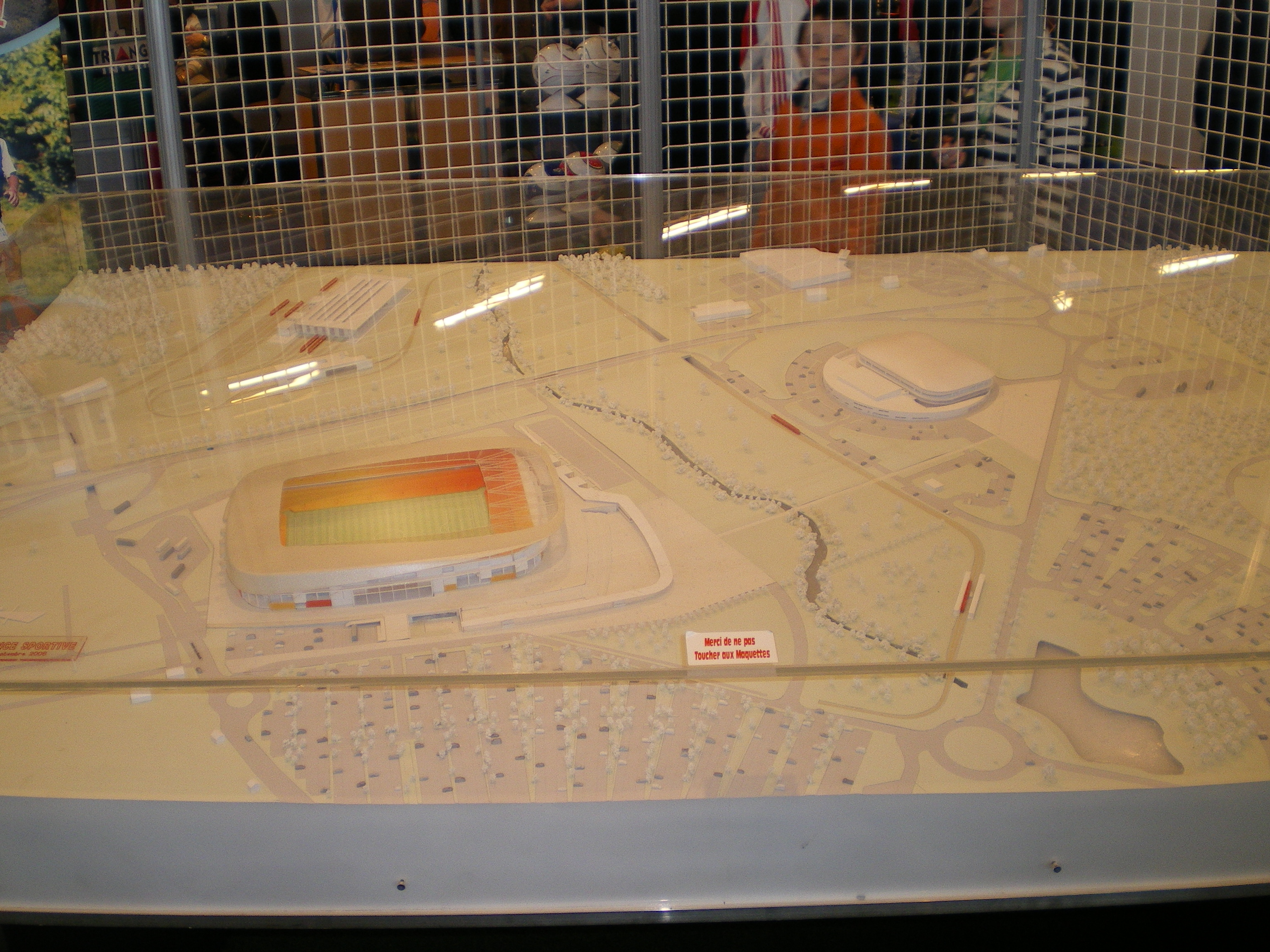
Макет
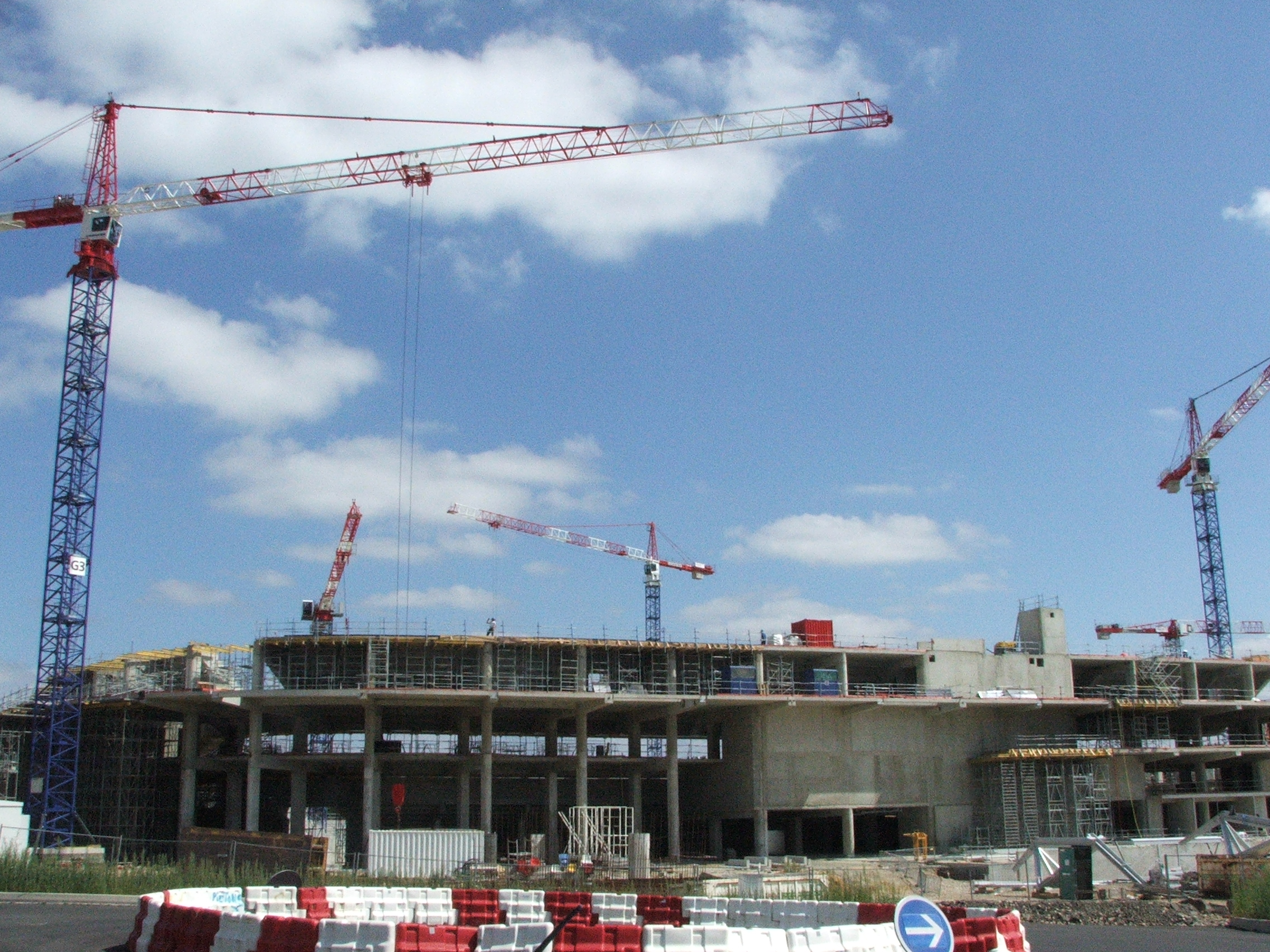
Строительство арены в 2009 году